# Vitex cooperi
Espèce
Statut de conservation UICN

 LC  : Préoccupation mineure
Vitex cooperi est une espèce de plantes à fleurs de la famille des Lamiaceae.

## Publication originale
- Publications of the Field Museum of Natural History, Botanical Series 4(8): 256–257. 1929. (24 Oct 1929)